# Il salice piangente
Il salice piangente, conosciuto anche come Il salice d'amore, è un film muto diretto da Guido Brignone, prodotto nel marzo 1918 dalla Volsca Film, con Lola Visconti Brignone e Arturo Falconi.